# Odon de Chatillon
Odon de Chatillon (zm. po 21 marca 1102) – francuski kardynał. Według siedemnastowiecznego historyka Ferdinando Ughelli był bratankiem papieża Urbana II.
Wiadomości o jego życiu są bardzo skąpe. Przed nominacją kardynalską był mnichem w Cluny. Prawdopodobnie pod koniec 1095 został mianowany przez Urbana II kardynałem biskupem Ostii. Uczestniczył w papieskiej elekcji 1099 i konsekrował papieża Paschalisa II. Po raz ostatni występuje w dokumencie datowanym 21 marca 1102.